# Mount Bryant
Mount Bryant är ett berg i Kanada.   Det ligger i provinsen Alberta, i den centrala delen av landet, 2 900 km väster om huvudstaden Ottawa. Toppen på Mount Bryant är 2 600 meter över havet, eller 149 meter över den omgivande terrängen. Bredden vid basen är 3,3 km.
Terrängen runt Mount Bryant är huvudsakligen kuperad, men västerut är den bergig. Trakten runt Mount Bryant är nära nog obefolkad, med mindre än två invånare per kvadratkilometer.. Det finns inga samhällen i närheten.
Trakten runt Mount Bryant består i huvudsak av gräsmarker.